# The Niro
The Niro, nome d'arte di Davide Combusti (Roma, 6 ottobre 1978), è un cantautore italiano.

## Biografia
Figlio del batterista Giordano Combusti (i Centauri, La Somma), Davide coltiva sin dalla prima infanzia l'amore per la musica e per le percussioni. Negli anni novanta inizia a collaborare con diverse formazioni capitoline e, contemporaneamente, si cimenta nel canto e nello studio di diversi strumenti, chitarra e basso innanzitutto. Nel 2002 dà vita ad un gruppo, i The Niro, con cui inizia ad esibirsi dal vivo, dapprima nei locali della sua città e, ben presto, in giro per l'Italia e all'estero; quando il gruppo cessa l'attività, Davide ne mantiene il nome quale pseudonimo per la propria carriera solista.
Nel 2007, a Londra, mentre apre un concerto di Carmen Consoli, viene notato da un manager della Universal, che lo mette subito sotto contratto addirittura nel catalogo internazionale della casa discografica; a seguito di ciò, pubblica dapprima un EP, An Ordinary Man, seguito pochi mesi dopo dall'album di debutto: 13 tracce per un album con brani in lingua inglese intitolato semplicemente The Niro, il cui artwork porta la firma dall'artista newyorkese Mark Kostabi (già autore delle cover di Use Your Illusion I dei Guns N' Roses e di ¡Adios Amigos! dei Ramones).
Dopo aver diviso il palco con importanti artisti quali Sondre Lerche, Tom Hingley degli Inspiral Carpets, Deep Purple, Lou Barlow, Badly Drawn Boy, Amy Winehouse, Zephyrs, Okkervil River, Isobel Campbell, TKO, The Niro viene chiamato a partecipare prima a A century of Covers, tributo ai Belle and Sebastian, e poi al tributo mondiale in onore di Elliott Smith organizzato dalla Radio dell'Università di Boston. Sempre nel 2007, inoltre, è scelto da Chris Hufford, manager dei Radiohead, per cantare nel progetto Anti Atlas, prodotto insieme a Ned Bigham.
Del 2008, invece, collabora all'album Il Dono, tributo ai Diaframma, con le interpretazioni di Amsterdam e Io amo lei. Lo stesso anno viene invitato a calcare il palco del tradizionale Concerto del Primo Maggio a Roma, mentre un mese dopo si esibisce a Losanna in occasione della Festa Europea della Musica.
Nel 2010 esce il suo secondo album, Best Wishes, di nuovo cantato interamente in lingua inglese. Il tour che ne seguì vide anche, fra le tappe, il festival musicale Woodstock 5 Stelle, organizzato a Cesena dal blog di Beppe Grillo e trasmesso dal canale televisivo nazionale Play.me, che proprio con questa diretta aprì la neonata emittente.
Sempre nel 2010 canta per la colonna sonora del film Tutto l'amore del mondo il brano It Looks Like Rain, scritto da Michele Braga.
Nell'agosto del 2013 The Niro viene scelto dal regista di V per Vendetta James Mc Teigue per scrivere la colonna sonora del suo cortometraggio Caserta Palace Dream. Il corto, che vede protagonista il premio Oscar Richard Dreyfuss, viene presentato ufficialmente il 26 marzo del 2014. 
Il 13 dicembre 2013 è stato selezionato per partecipare al Festival di Sanremo 2014 nella sezione "Nuove Proposte" con il brano 1969. Sempre nello stesso mese viene diffusa la colonna sonora realizzata per il film Mr. America di Leonardo Ferrari Carissimi. Il 18 febbraio 2014 esce l'album 1969, costituito da 11 tracce, tra cui l'omonimo singolo in gara alla kermesse sanremese, che debutta alla posizione numero 71 della classifica FIMI.
Il 26 ottobre 2018 esce l'Ep "Homemade Vol.1", contenente 5 tracce inedite.
A marzo del 2019 viene annunciato a Parigi il nuovo album in featuring con Gary Lucas dal titolo The complete Jeff Buckley & Gary Lucas songbook, che raccoglierà per la prima volta tutte le canzoni, compresi 5 inediti, scritte da Jeff Buckley con lo stesso Gary Lucas, per l'etichetta Esordisco. L’album è stato registrato a Roma sotto la supervisione dello stesso The Niro e del co-produttore artistico Francesco Arpino. Il 19 luglio 2019 esce il primo singolo No one must find you here, seguito il 27 settembre 2019 dal secondo singolo She is Free. Il 4 ottobre 2019 esce l'album The Complete Jeff Buckley and Gary Lucas Songbook. Il 29 maggio 2020 esce il terzo singolo Malign Fiesta.
The Niro entra nella cinquina delle Targhe Tenco 2020 nella categoria Miglior interprete. 
Nel gennaio 2021 The Niro viene chiamato dal regista Paolo Genovese ad entrare nel cast del film Il primo giorno della mia vita. Il film esce nelle sale il 26 gennaio 2023. 
Parallelamente all'attività musicale e cinematografica, nel 2022 The Niro inizia a cimentarsi come illustratore usando il moniker Illustri Illustrazioni.  
Il 17 marzo 2023 esce il singolo di The Niro Un mondo perfetto, che anticipa l'uscita del nuovo album omonimo che vede la luce il 12 maggio 2023 per l'etichetta Esordisco. 
All'interno dell'album Un mondo perfetto compare il brano Replay che entra nella cinquina finalista delle Targhe Tenco 2023, categoria miglior canzone.  
Il 21 giugno 2024 viene pubblicato il singolo Estate, accompagnato da un video girato nell'area portuale di Porto Pidocchio a Ladispoli. 

## Discografia

### Album
- 2008 - The Niro (Universal)
- 2010 - Best Wishes (Universal)
- 2012 - The Ship (ViceVersa Records)
- 2014 - 1969 (Universal)
- 2019 - The Complete Jeff Buckley and Gary Lucas Songbook (Esordisco)
- 2023 - Un mondo perfetto (Esordisco)

### EP
- 2008 - An Ordinary Man (Universal)
- 2018 - Homemade Vol.1 (La Fabbrica)

### Videografia
- 2008 - About Love and Indifference
- 2008 - On Our Hill
- 2008 - Liar
- 2008 - An Ordinary Man
- 2008 - So Different
- 2010 - London Theatre
- 2010 - Johnny
- 2010 - The Wrestler
- 2014 - 1969
- 2014 - Ruggine
- 2014 - L'evoluzione della specie
- 2015 - Eroe
- 2019 - She is free
- 2023 - Un mondo perfetto
- 2024 - Estate

### Partecipazioni
- 2007 - Anti Atlas, Between Voices (One little indian); (The Niro riarrangia, scrive il testo e canta il brano The Travellers).
- 2007 -  Indies (Peteran Records Net Label) (The Niro compone e interpreta il brano When your father) .
- 2008 - Il Dono (album tributo ai Diaframma; The Niro interpreta Amsterdam e Io amo lei).
- 2009 - Woodstock 1969/2009 (The Niro reinterpreta Summertime di Janis Joplin).
- 2009 - Colonna sonora del film Il grande sogno di Michele Placido (suona nella cover di Leonard Cohen Suzanne, cantata da Violante Placido).
- 2010 - Woodstock 5 Stelle (The Niro partecipa alla manifestazione musical-politica promossa da Beppe Grillo).
- 2010 - Colonna sonora del film Tutto l'amore del mondo (The Niro canta It looks like rain, musica composta da Michele Braga e testo di Sylvie Lewis).
- 2010 - Romanzo criminale - Il CD, raccolta di canzoni di vari artisti ispirate dall'omonima serie TV (The Niro canta Nero il sole di Lorenzo Ferretti).
- 2011 - Colonna sonora del cortometraggio Incanto, diretto da Iole Natoli (The Niro cura le musiche ed esegue due brani al momento inediti, Monologue e I Wanna Miss A Thing).
- 2012 - Colonna sonora del documentario "Disoccupato in affitto", diretto da Luca Merloni.
- 2013 - Colonna sonora del lungometraggio "Mr. America", diretto da Leonardo Ferrari Carissimi.
- 2014 - Colonna sonora del cortometraggio "Caserta Palace Dream", diretto da James McTeigue.
- 2014 - Once He Left to the Province (feat. The Disappearing One).
- 2017 - Colonna sonora del film "Smetto Quando Voglio - Masterclass" (The Niro canta Brain Drain, musica composta da Michele Braga, testo di The Niro)

## Filmografia

### Attore
- Il primo giorno della mia vita, regia di Paolo Genovese (2023)

## Riconoscimenti
Il M.E.I. (Meeting delle Etichette Indipendenti) lo ha insignito del premio quale Rivelazione per l'Anno 2008.